# Robia legula
Robia legula is een straalvinnige vissensoort uit de familie van diepzeehengelvissen (Caulophrynidae). De wetenschappelijke naam van de soort is voor het eerst geldig gepubliceerd in 1979 door Pietsch.